# Forza (träningsform)
Forza är en amerikansk träningsform som utförs med träsvärd, så kallade bokken, i aerobics-pass. Träningsformen är inspirerad av kampsporter som aikido och aikijujutsu.